# Галифакс Таун (2008)
«Галифакс Таун» (англ. FC Halifax Town) — английский профессиональный футбольный клуб из Галифакса, графство Уэст-Йоркшир. В настоящий момент выступает в Национальной лиге, пятом по значимости дивизионе в системе футбольных лиг Англии. В 2008 году клуб прежний «Галифакс Таун» был расформирован. Домашние матчи команда проводит на стадионе «Шей».

## История

### Основание
В 2008 обнаружились огромные долги клуба «Галифакс Таун». Новые данные, представленные на срочно созванном совещании кредиторов в мае 2008 показали задолженность клуба перед Налоговой службой свыше £ 800000. Клуб был ликвидирован с общими долгами свыше 2 миллионов фунтов. Администраторы пытались создать спасательный пакет, но договориться после пяти часов переговоров не удалось. Администратор Роб Садлер отметил: «„Галифакс Таун“, вероятно, погибнет». Первоначально считалось, клуб задолжал Налоговой службе около £ 500000. При таком раскладе клуб ещё можно было спасти. Но новость о том, что долг равен £ 814000 означала, что клуб придется расформировать.
На заседании Футбольной ассоциации, во время обсуждения состава футбольной пирамиды в сезоне 2008/09, было решено, что новый клуб не будет включен в число участников Национальной Конференции, Северной Конференции и Северной Премьер-лиги. Это решение было обжаловано. Несмотря на то, что апелляция была отклонена 11 июня 2008, ещё оставалась надежда, что «Галифакс Таун» смог бы играть в Премьер дивизионе Северной Премьер-лиги. Однако и эти ожидания не оправдались, и, в конечном итоге, клуб начал свою историю в Дивизионе 1 Север Северной Премьер-лиги.

### 2008/2009
Первая игра клуба под новым названием ФК «Галифакс Таун» — товарищеская встреча в гостях против «Тамуорта» 19 июля 2008 года. Игра закончилась поражением 0:2. Первая победа клуба состоялась 26 июля 2008 — «Галифакс Таун» победил «Алсагер Таун» со счетом 2:0. Колин Хантер забил первый гол в составе нового клуба после шести минут игры. Первый матч команды в Дивизионе 1 Север Северной Премьер-лиги на стадионе Шей против «Бамбер Бридж» 16 августа 2008 года закончился поражением для ФК «Галифакс Таун» со счетом 0:3.
В дальнейшем клуб чередовал успешные серии матчей с неудачными, и после побед 5:1 и 4:1 над «Гарфорт Таун» и «Уэйкфилдом», соответственно, клуб сохранял надежды на борьбу за повышение. Однако, последовала очередная неудачная серия матчей, в которой «Галифакс Таун» выиграл только 2 из 14. Это привело к смене главного тренера, и на оставшуюся часть сезона менеджером стал Найджел Джемсон. В итоге сезон 2008/09 ФК «Галифакс Таун» закончил на восьмой строчке, не попав даже в зону плей-офф.

### 2009/2010
С новым менеджером, Нейлом Аспином, ФК «Галифакс Таун» начал сезон гораздо лучше, чем в прошлом году. В первом же матче клуб одолел у себя дома «Колуин-Бей» со счётом 3:0. В сентябре клуб выиграл все матчи, пропустив лишь один гол. Кроме того, в третью сборную Англии был вызван вратарь команды Джонатан Хедж.
Клубу удалось сохранить прежнюю хорошую игру в течение месяца во время неблагоприятных погодных условий в зимний период. Клуб продолжал показывать впечатляющие результаты, и в перегруженном графике сумел победить «Оссетт Альбион» со счетом 5:0, а также «Харрогейт Атлетик», «Прескот Кэблс» и снова «Колвин Бэй», забив соперникам по 3 мяча.
10 апреля «Галифакс Таун» разгромил дома главных преследователей — «Ланкастер Сити» со счетом 4:0. Спустя три дня был разгромлен ещё один соперник — занявший в итоге 3 место «Керзон Эштон», на этот раз 5:0. В итоге ФК «Галифакс Таун» стал чемпионом лиги, набрав 100 очков и забив в 42 играх 108 мячей.

### 2010/2011
ФК «Галифакс Таун» приобрел несколько новых игроков, включая бывшего капитана «Брэдфорд Сити» Марка Бауэра из «Дарлингтона» и Джейми Варди из «Стоуксбридж Парк Стилс».
Клуб начал сезон с победы 2:1 над «Бакстоном» на домашнем стадионе Шей, однако, вскоре команда проиграла «Фрикли Атлетик», «Колвин Бэй» и «Чейстаун», скатившись в итоге на 13-е место. ФК «Галифакс Таун» после этих неудач все же начал набирать очки и не проиграл ни одного из следующих двенадцати матчей чемпионата, выиграв одиннадцать из них и сумел оторваться на шесть очков от ближайшего соперника — прошлогоднего соперника «Колвин Бэй», при этом сыграв на две игры меньше, чем они.
Новый 2011 год начался с матча против «Юнайтед оф Манчестер» на домашнем стадионе Шей, на который пришли 4023 зрителей, установив на тот момент рекорд в Северной Премьер-лиге. «Галифакс Таун» с легкостью выиграл 4:1 у 'Ред Ребелс'. Победа над клубом «Нортвич Виктория» и разгром «Оссетт Таун» со счетом 8:1 в середине января, ставший крупнейшей победой «Галифакс Таун», принесли команде желаемые очки. Вскоре клуб вырвал победу в сложном матче с «Колвин Бэй», выиграв со счетом 2:1.
Команда завоевал титул чемпиона после победы 2:0 над «Ретфорд Юнайтед» и получила продвижение в Северную Конференцию.

### 2011/2012
После двух великолепных сезонов «Галифакс Таун» рассматривался в качестве одного из фаворитов и в Северной Конференции. Однако, поначалу эти ожидания не оправдывались — клуб потерял лучшего нападающего Джейми Варди, ушедшего на повышение во «Флитвуд Таун», а в стартовых 9 матчах было одержано всего 2 победы. Несмотря на слабые выступления в лиге, «Галифакс Таун» успешно выступил в Кубке Англии, пробившись через квалификацию в первый раунд, где жребий свел их с лидерами Лиги 1 «Чарльтон Атлетик». Игра проходила на Шей, была отмечена рекордной посещаемостью для нового клуба, несмотря на телетрансляцию и завершилась со счетом 0:4 в пользу гостей. 3 из 4 голов были забиты в концовке игры.

## Достижения
- Северная Премьер-лига, Дивизион 1 Север 2009/10 (чемпионы)
- Северная Премьер-лига Премьер дивизион 2010/11 (чемпионы)
- Северная Конференция 2012/13 (победители плей-офф)
- Кубок Питера Суолеса 2011